# 铁铺乡
铁铺乡，是中华人民共和国河南省信阳市罗山县下辖的一个乡镇级行政单位。

## 行政区划
铁铺乡下辖以下地区：
蔡楼社区、北安村、青蓬村、何冲村、转篷村、易棚村、铁铺村、耿楼村、文庙村和九里村。

## 中国传统村落
2012年，何家冲村被评为首批“中国传统村落”。